# Locknevi församling
Locknevi församling är en församling i Linköpings stift inom Svenska kyrkan. Församlingen ingår i Vimmerby pastorat och ligger i Vimmerby kommun i Kalmar län.
Församlingskyrka är Locknevi kyrka.

## Administrativ historik
Församlingen har medeltida ursprung. 
Församlingen var till 1973 moderförsamling i pastoratet Locknevi och Blackstad. Från 1973 var församlingen annexförsamling i pastoratet Frödinge och Locknevi. Från 2006 är församlingen annexförsamling i pastoratet Vimmerby, Tuna, Rumskulla, Pelarne, Frödinge och Locknevi.

## Kyrkoherdar
| Ämbetstid | Namn                       | Levnadstid | Övrigt                                   |
| --------- | -------------------------- | ---------- | ---------------------------------------- |
|           | Lambert                    |            |                                          |
|           | Fredo                      |            |                                          |
| 1569–1609 | Haquinus                   | –1609      |                                          |
|           | Petrus Nicolai Scarp       |            | Senare kyrkoherde i Höreda församling.   |
| 1612–1634 | Laurentius Petri           | –1634      |                                          |
| 1634–1669 | Philippus Bononius         | 1593–1669  | Prost.                                   |
| 1668–1709 | Petrus Laurentii Arenander | 1628–1709  |                                          |
| 1707–1718 | Laurentius Petri Arenander | 1666–1718  |                                          |
| 1719–1750 | Andreas Nicolai Sällroth   | 1671–1750  |                                          |
| 1752–1762 | Nils Duvaerus              | 1708–1762  |                                          |
| 1762–1780 | Anders Rosinius            | 1711–1780  |                                          |
| 1781–1791 | Johan von Mellen           | 1736–1799  | Senare kyrkoherde i Hjorteds församling. |
| 1792–1820 | Paul Ahlborg               | 1738–1820  | Kontraktsprost.                          |
| 1821–1848 | Leonhard De Rées           | 1772–1848  | Prost.                                   |
|           | Per Johan Åberg            |            | Senare kyrkoherde i Borgs församling.    |
| 1858–1866 | Nils Nelzén                | 1800–1866  |                                          |
| 1867–1901 | Johan Erik Ulrik Kraft     | 1823–1901  |                                          |
| 1902–     | Gustaf Robert Wallman      | 1854–      |                                          |

## Klockare, organister och kantorer
| Ämbetstid | Namn                 | Levnadstid | Kommentarer            |
| --------- | -------------------- | ---------- | ---------------------- |
| 1707-1708 | Johan Wibelius       |            | Organist               |
| 1710      | Isak Sederberg       |            | Organist               |
| 1705-1712 | Nils Persson         |            | Klockare               |
| 1725-1737 | Lars Svensson        |            | Organist               |
| 1739-1743 | Lars Svensson        |            | Klockare               |
| 1746      | Lars Svensson        |            | Organist               |
| 1747-1770 | Lars Svensson        |            | Klockare               |
| 1771-1778 | Hindric Andersson    |            | Klockare               |
| 1779-1832 | Anders Ekebäck       | 1758-1832  | Organist och klockare. |
| 1833-1880 | Nicolaus Segerhammar | 1805--1880 | Organist och klockare. |
| 1893-1899 | Karl August Enstam   | 1833-      | Organist och klockare. |